# Hendrik Hondius II
Pour les articles homonymes, voir Hondius.
Hendrik Hondius II ou Hendrik Hondius le Jeune ou Henricus Hondius II, né en 1597 à Amsterdam où il est mort le 16 août 1651, est un Graveur et cartographe néerlandais.
Il n'a pas de lien de parenté avec Hendrik Hondius I : ce sont deux familles distinctes engagées dans les mêmes activités au même moment ; ils ont toutefois occasionnellement travaillé ensemble.

## Biographie

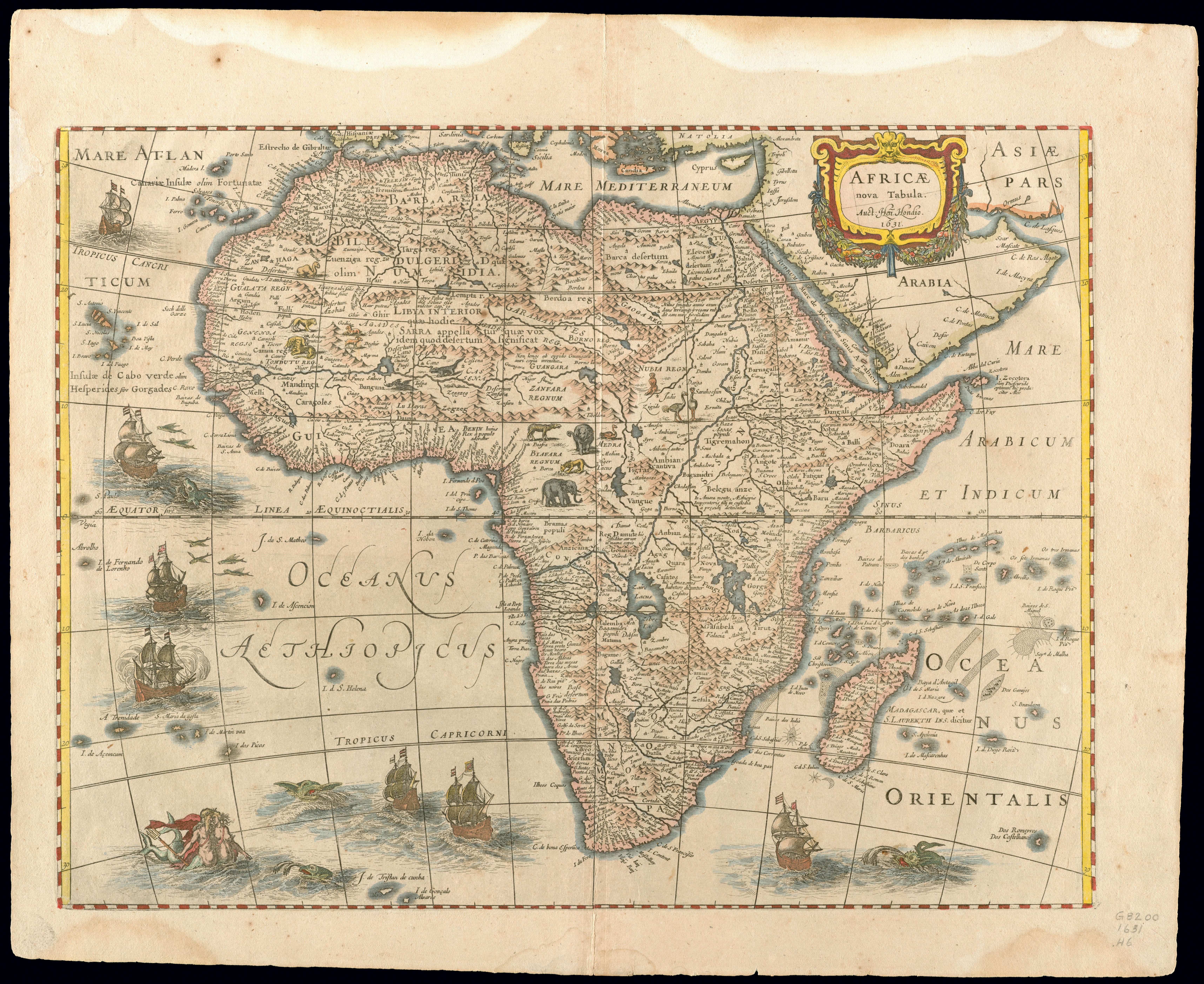
Carte de l'Afrique réalisée par Hendrik Hondius II en 1631.

Hendrik Hondius naquit à Amsterdam, fils du célèbre cartographe Jodocus Hondius qui avait créé une affaire de fabrication de cartes dans la ville. Il est également le frère de Jodocus Hondius le Jeune (1593-1629, graveur et éditeur) et le neveu de Jacomina Hondius (1558-1628, graveur hollandais),.
Hendrik obtint les plaques originales de la Carte du monde Mercator de 1569 (en) et en publia une version en 1606.
Après la mort de son père en 1612, Hendrik cogéra l'affaire familiale avec son beau-père. En 1621, il ouvrit sa propre compagnie dans la même ville. La première fois que son nom est mentionné dans un atlas fut en 1623 quand il publia la 5e édition de l'atlas Mercator-Hondius. Il collabora sur plusieurs projets avec son frère Jodocus II et sa mère, qui est la fille de Pieter van den Keere.
Après 1628, Hendrik s'associa avec le cartographe Johannes Janssonius pour perpétuer l'affaire familiale.
Il mourut le 16 août 1651 à Amsterdam.

## Notes et références

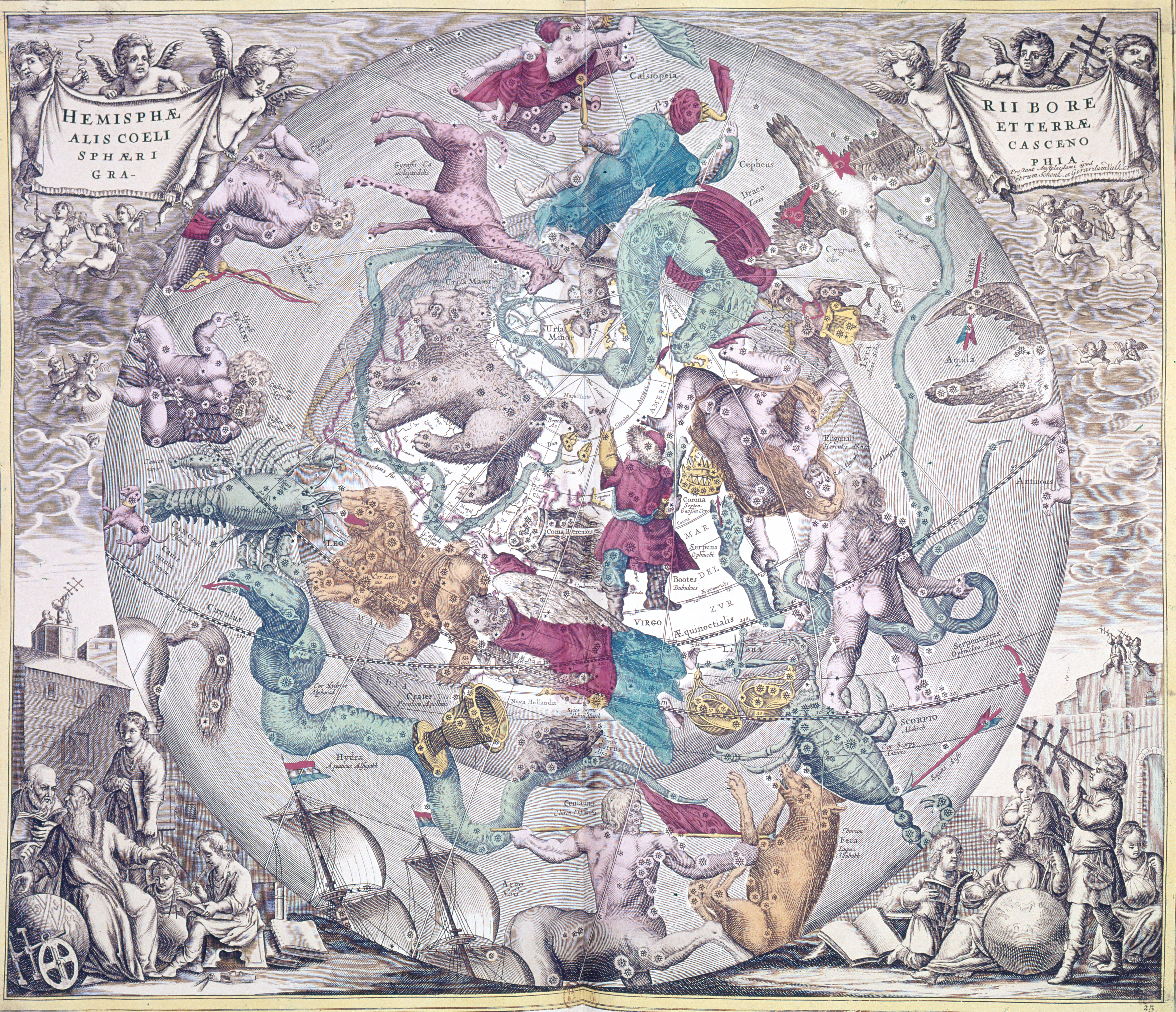
Carte des astres en 1660.